# هزینه همبستگی(مالیات در آلمان)
هزینه اضافی همبستگی (به زبان عامیانه "Soli"، مخفف. "SolZ") یک مالیات اضافی بر مالیات بر درآمد و مالیات شرکت‌ها در آلمان است. این مالیات که در ابتدا محدود به یک سال در سال ۱۹۹۱ بود، اکنون سه دهه است که وجود دارد. برای پوشش انواع «بارهای اضافی از جنگ خلیج فارس و … همچنین برای حمایت از کشورهای اروپای مرکزی، شرقی و جنوبی و … برای تأمین هزینه‌های اتحاد آلمان. از سال ۱۹۹۵، هزینه اضافی (نامحدود) برای تأمین مالی اتحاد آلمان افزایش یافت و هنوز هم وجود دارد. این مالیات از سال ۱۹۹۸ ۵٫۵ درصد مالیات بر درآمد افراد و شرکت‌ها بوده‌است.

## محاسبه

مالیات بر درآمد و اضافه هزینه همبستگی از سال ۲۰۲۱ نسبت به سال ۲۰۲۰ بر اساس درآمد مشمول مالیات

هزینه اضافی همبستگی ۵٫۵ درصد است درآمد یا مالیات شرکت (§ 4 SolzG). محدودیت معافیت با منطقه کشویی برای جمع‌آوری مالیات دستمزد و درآمد اعمال می‌شود. هزینه اضافی همبستگی از مالیات شرکت و مالیات بر عایدی سرمایه بدون در نظر گرفتن محدودیت معافیت اخذ می‌شود.
هنگام محاسبه درآمد مشمول مالیات اساسی، کمک هزینه فرزند در نظر گرفته می‌شود (همچنین برای والدینی که کمک هزینه فرزند دریافت می‌کنند).

### وضعیت حقوقی فعلی
هزینه اضافی همبستگی از اول ژانویه اعمال شده‌است. ژانویه ۲۰۲۱ فقط در صورتی اخذ می‌شود که مالیات بر درآمد (یا مالیات بر دستمزد در کلاس‌های مالیات بر دستمزد I, II و IV تا VI) از ۱۶۹۵۶ یورو بیشتر شود. در سال (۱۴۱۳ €/ماه) یا در صورت ارزیابی مشترک (یا در طبقه مالیات بر درآمد III) بیش از ۳۳۹۱۲ €/سال (۲۸۲۶ €/ماه). سقف معافیت بر اساس درآمد مشمول مالیات سالانه دقیقاً ۶۲۶۰۳ یورو در سال و مصوب در سال ۲۰۲۲ است که دو برابر آن برای افراد متأهل یعنی ۱۲۵۲۰۶ یورو در سال است. نرخ مالیات نهایی (مربوط به مبلغ مالیات) در این منطقه کشویی با توجه به مقررات محاسباتی قانونی ۱۱٫۹٪ است. پس از آن به نرخ متوسط ۵٫۵٪ کاهش می‌یابد.
برای درآمد ناخالص تا حدود ۶۲۴۵ €/ماه در کلاس مالیات بر درآمد و ۱۱۵۳۰ €/ماه در مالیات بر درآمد طبقه III، هیچ هزینه اضافی همبستگی در سال ۲۰۲۲ قابل پرداخت نیست. بالاتر از این حد، میانگین نرخ اضافی همبستگی در ابتدا کمتر از %۵٫۵ است  (بر اساس میزان مالیات) و فقط به حدود €/ماه۹۰۰۰ می‌رسد  (مالیات بر دستمزد طبقه I) یا ۱۷۰۰۰ €/ماه (مالیات بر دستمزد طبقه III) .
با مالیات بر درآمد کلاس III و دو فرزند، در سال ۲۰۲۲ به حدود ۱۲۹۵۵ یورو در ماه کاهش می‌یابد.

### وضعیت حقوقی تا سال ۲۰۲۰

مالیات بر درآمد و اضافه‌هزینه همبستگی ۲۰۱۸ بر اساس درآمد مشمول مالیات (تعرفه پایه بدون کمک هزینه فرزند)

هزینه اضافی همبستگی تنها در صورتی اخذ می‌شود که مالیات بر درآمد (یا مالیات بر دستمزد در کلاس‌های مالیات بر دستمزد I, II و IV تا VI) از ۹۷۲ €/سال (۸۱ یورو در ماه) تجاوز کند.  یا در صورت ارزیابی مشترک (یا در مالیات بر درآمد طبقه III) بیش از ۱۹۴۴ €/سال (۱۶۲ €/ماه) بود؛ بنابراین، برای مثال، در سال ۲۰۱۹ درآمد ناخالص حدود ۱۵۴۴ €/ماه افزایش یافته‌است  در کلاس مالیات بر درآمد ۲۹۲۳ €/ماه در مالیات بر درآمد طبقه III هیچ هزینه اضافی برای همبستگی پرداخت نمی‌شود. بالاتر از این حد، میانگین نرخ اضافی همبستگی در ابتدا کمتر از ۵٫۵ بود درصد (بر اساس میزان مالیات) و تنها به حدود ۱۶۸۰ رسید €/ماه (مالیات بر دستمزد طبقه I) یا ۳۲۲۰ €/ماه (مالیات بر دستمزد طبقه III) این حداکثر نرخ (§ ۴ مجموعه 2 SolZG 1995). نرخ مالیات نهایی (همچنین مربوط به مبلغ مالیات) در این منطقه کشویی به دلیل این قانون محاسبه ۲۰٪ بود. پس از آن به میانگین نرخ ۵٫۵٪ کاهش یافت.

## اندازه‌گیری و بررسی
ارزیابی و جمع‌آوری هزینه اضافی همبستگی توسط قانون هزینه همبستگی (SolZG) تنظیم می‌شود. هزینه اضافی همبستگی یک مالیات مستقیم است و به دولت فدرال تعلق می‌گیرد (مالیات فدرال). درآمد ۱۸٫۹۳ میلیارد یورو در سال ۲۰۱۸ بود.

## تاریخچه

### مقدمه
آلمان در جنگ دوم خلیج فارس (ژانویه تا مارس ۱۹۹۱) حدود ۱۵ تا ۲۰٪ هزینه‌ها مشارکت داشت (حدود ۱۶٫۹ میلیارد مارک آلمان) لایحه قانون فراکسیون‌های دولت یازدهم. مارس ۱۹۹۱ باید ۲۲ میلیارد DM از اضافه هزینه همبستگی محدود به یک سال تأمین کند. توجیه آن به شرح زیر بود: «بارهای اضافی نه تنها از درگیری در خلیج فارس ناشی می‌شود، بلکه برای حمایت از کشورهای اروپای مرکزی، شرقی و جنوبی[...] همچنین وظایف اضافی در فدرال جدید وجود دارد. ایالت‌ها. با انتشار در روزنامه قانون فدرال در ۲۴. در ژوئن ۱۹۹۱ قانون شد.

### توسعه قانون مالیاتی

مقایسه هزینه اضافه همبستگی قبل و بعد از اصلاحات برنامه‌ریزی شده برای سال ۲۰۲۱ بسته به درآمد مشمول مالیات سالانه (محاسبه با تعرفه پایه ۲۰۱۹ بدون کمک هزینه فرزند)

هزینه اضافی همبستگی در ابتدا از ۱ ژوئیه ۱۹۹۱ به میزان ۷٫۵ درصد مالیات بر درآمد/شرکت برای سال‌های ۱۹۹۱ و ۱۹۹۲، ۳٫۷۵ درصد از مالیات بر درآمد/شرکت نیز به‌عنوان اضافه‌هزینه همبستگی اخذ می‌شد، زیرا فقط باید برای شش ماه هر سال اخذ می‌شد.
در سال‌های ۱۹۹۳ و ۱۹۹۴ هیچ هزینه اضافی برای همبستگی اخذ نشد. از سال ۱۹۹۵، هزینه اضافی همبستگی مجدداً به این دلیل که هزینه‌های اتحاد آلمان را تأمین می‌کند، معرفی شد. از سال ۱۹۹۵ تا ۱۹۹۷ اضافه‌شارژ ۷٫۵ درصد بوده‌است، از سال ۱۹۹۸ تا کنون ۵٫۵ درصد بوده‌است.
پس از انتخابات فدرال ۲۰۱۷، CDU، CSU و SPD در مذاکرات اکتشافی خود و در توافقنامه ائتلافی توافق کردند که «درآمدهای پایین و متوسط را به ویژه از هزینه اضافه همبستگی حذف کنند». در قدم حدود ۹۰٪ از تمام پرداخت کنندگان انفرادی به‌طور کامل از تکنوازی با محدودیت معافیت (با منطقه کشویی) رها شده‌اند. این کاهش ۱۰ میلیارد یورو برای سال ۲۰۲۱ است، یعنی نیمی از حجم فعلی سالانه که تقریباً ۱۹ میلیارد یورو است.

## انتقاد

### قانون اساسی
قانون اساسی بودن حق‌الزحمه همبستگی سال‌ها موضوع بحث‌های جنجالی بوده و دادگاه‌ها را مشغول نگه داشته‌است. انجمن مالیات دهندگان در سال ۲۰۰۶ به دادگاه قانون اساسی فدرال شکایت کرد. دستور وزارت دارایی فدرال در ۱۰. در ۱ نوامبر ۲۰۰۶، مقامات مالیاتی ایالتی اعلام کردند که ارزیابی‌های مالیاتی مربوط به قانون اضافه‌هزینه همبستگی از سال ۱۹۹۵ تنها تا زمانی که دادگاه قانون اساسی فدرال تصمیم نهایی را اتخاذ کند، موقتی خواهد بود. با تصمیم ۱۱ فوریه ۲۰۰۸، دادگاه قانون اساسی فدرال شکایت قانون اساسی را برای تصمیم‌گیری بدون توجیه نپذیرفت؛ بنابراین، از ۱۴ ماه مه ۲۰۰۸ ماهیت موقت تعیین هزینه اضافی همبستگی برداشته شد.
دادگاه مالی نیدرزاکسن هزینه اضافی همبستگی را - حداقل از سال ۲۰۰۷ - خلاف قانون اساسی تشخیص داده‌است و بر اساس Art. 100 GG به دادگاه قانون اساسی فدرال ارسال شد. قضات اظهار داشتند که نیاز مالی طولانی مدت برای تأمین هزینه‌های اتحاد آلمان وجود دارد. این نباید با دریافت هزینه اضافی پوشش داده شود. سپس وزارت دارایی فدرال به مقامات مالی ایالتی در ۷ دستور داد دسامبر ۲۰۰۹ دستور داد که هزینه اضافی همبستگی را برای تمام دوره‌های ارزیابی از سال ۲۰۰۵ فقط به‌طور موقت تعیین کند. از سوی دیگر، دادگاه‌های مالی مونستر و کلن بر این عقیده هستند که هزینه اضافی همبستگی برای سال ۲۰۰۷ نیز بر اساس قانون اساسی است.
در روز ۸ در سپتامبر ۲۰۱۰، دادگاه قانون اساسی فدرال حکم داد که عوارض تکمیلی به دلایل قانون اساسی نباید مشمول محدودیت زمانی باشد. ابتکار دادگاه مالی نیدرزاکسن علیه هزینه اضافی همبستگی رد شد. قضات کارلسروهه همچنین دیدگاه قضات مالی مبنی بر اینکه هزینه اضافی همبستگی باید به دلیل کاهش‌های مختلف مالیاتی در سال‌های اخیر حذف می‌شد را رد کردند. به گفته قضات قانون اساسی، نرخ مالیات کاهش یافته‌است، اما در عین حال مبنای ارزیابی آنها گسترده شده‌است. دادگاه قانون اساسی فدرال این طرح را غیرقابل قبول اعلام کرده بود و بنابراین هیچ بررسی قانونی اساسی انجام نداد.
در اوت ۲۰۱۳، دادگاه مالی نیدرزاکسن هزینه اضافی همبستگی سال ۲۰۰۷ را مجدداً برای بررسی، از جمله ملاحظات حقوقی جدید، به دادگاه قانون اساسی فدرال ارسال کرد و حمایت قانونی موقت اعطا کرد. این روند از فوریه ۲۰۱۴ در انتظار است.
دعوای نمونه دیگری در مورد قانون اساسی بودن دوره‌های ارزیابی از سال ۲۰۲۰ در دادگاه مالی فدرال در حال بررسی است که قبل از آن تصمیم دادگاه مالی نورنبرگ صادر شده بود.

### بحث در مورد لغو
سال‌هاست که بحث سیاسی در مورد اینکه آیا هزینه اضافه همبستگی باید لغو شود یا نه، ادامه دارد. در سال ۲۰۰۸، مؤسسه اقتصادی آلمان لغو کوتاه مدت هزینه اضافی همبستگی را به منظور تحریک اقتصاد و تقویت تقاضای داخلی پیشنهاد کرد.
بر اساس نظرسنجی نماینده ای که توسط Infratest dimap در میان ۱۰۰۳ پاسخ دهنده در اوت ۲۰۱۳ انجام شد، اکثریت محدودی از جمعیت رای‌دهنده در آلمان موافق لغو هزینه اضافی همبستگی (۵۴:۴۴ درصد) بودند. در آلمان غربی، اکثریت تا حدودی واضح تر است (۵۸:۳۹ درصد)، در حالی که در آلمان شرقی فقط یک اقلیت طرفدار لغو انفرادی هستند (۳۷:۶۲ درصد).
ساعت ۶. در دسامبر ۲۰۱۴، صدراعظم آنگلا مرکل در پادکست ویدیویی خود از حفظ هزینه اضافی همبستگی پس از پایان پیمان همبستگی حمایت کرد.
در مصاحبه ای در سپتامبر ۲۰۱۶، وزیر دارایی فدرال وقت، ولفگانگ شوبله به نفع اجازه دادن به «هزینه اضافه همبستگی پس از سال ۲۰۱۹ مطابق با قانون اساسی منقضی شود» صحبت کرد. پیشنهاد او این است که «هزینه اضافه همبستگی از اول ژانویه حذف شود. ژانویه ۲۰۲۰ در یازده قسط مساوی تا ۱. تا ژانویه ۲۰۳۰ لغو شود.
در آگوست ۲۰۱۹، وزارت دارایی فدرال به رهبری اولاف شولز پیش نویس قانونی را برای لغو هزینه اضافی همبستگی ارائه کرد. بر اساس این پیش نویس قانون، حدود ۹۰ درصد از شهروندان (۹۱ درصد از کارمندان و ۸۸ درصد از تجار) دیگر مجبور نیستند از سال ۲۰۲۱ در «گام اول» به تنهایی پرداخت کنند. به گفته وزارت دارایی فدرال، لغو کامل سولی حدود ۱۱ میلیارد یورو هزینه خواهد داشت. کابینه فدرال طرح‌های اولاف شولز را تصویب کرد. بر اساس این موارد، کارمندان مجرد تنها باید از سال ۲۰۲۱ به بعد با درآمد ناخالص سالانه بیش از ۷۴۰۰۰ یورو، این مکمل را بپردازند. در ۱۴ ام. نوامبر ۲۰۱۹ بوندستاگ این قانون را تصویب کرد.

سرویس علمی بوندستاگ در ۳۰ منتشر شد. اوت ۲۰۱۹ نظر دیوان حسابرسی فدرال، که به دلایل قانون اساسی، از لغو کامل هزینه اضافی همبستگی حداکثر تا پایان دوره برنامه‌ریزی مالی جدید در سال ۲۰۲۳ حمایت می‌کند. در حال حاضر از ۳۱. دسامبر ۲۰۱۹، مشروعیت قانون اساسی مشکوک است.
درآمد اختصاصی نیست و برای تمام هزینه‌های انجام شده استفاده می‌شود؛ بنابراین هلموت سیتس، اقتصاددان، در سایت tagesschau.de اظهار داشت که برچسب‌های متقلبانه باید پایان داده شود و حداکثر زمانی که پیمان همبستگی منقضی شود . دوم باید جایگزینی پیدا کرد. او به همراه گروه گفتگوی شرق به نمایندگی از دولت فدرال گفت که از سال ۲۰۲۰ این تفاوت دیگر در ایالت‌های فدرال جدید نخواهد بود، بلکه در مناطق ضعیف ساختاری آلمان به‌طور کلی خواهد بود.

## لینک‌های وب
- Text des Solidaritätszuschlaggesetzes 1995
- Solidaritätszuschlag – Bund der Steuerzahler Deutschland zum Solidaritätszuschlag